# Melis Danişmend
Melis Danişmend (Istanbul, 1977) és una cantant turca de música rock. Abans de la música va fer carrera com a periodista en el diari Radikal. Va fer quatre àlbums com a vocalista, que són Sabaha Karşı (Cerca del matí, amb la banda Üçnoktabir, avui dissolta) i Daha Az Renk (Menys colors) el 2010, Biraz Gülmek İstiyorum (Vull riure una mica) el 2015 i Ve Ev (I la casa) el 2016.